# David Roberts (Germanist)
David Roberts (* 1937)  ist ein australischer Literatur- und Kulturwissenschaftler.

## Leben und Wirken
Roberts (BA Oxford, Ph.D. Monash) ist Professor Emeritus für Germanistik an der Monash University in Melbourne (Australien). Seine Forschungs- und Publikationsschwerpunkte liegen in den Bereichen der Moderneforschung, der Ästhetik, der Gattungstheorie, der Kritischen Theorie marxistischer Prägung, der Systemtheorie sowie der Literatursoziologie. Seit 1986 ist Roberts Mitglied der Australian Academy of the Humanities.
Er ist Mitherausgeber von Thesis Eleven, einer führenden Zeitschrift für Sozialtheorie.

## Schriften (Auswahl)
- The Total Work of Art in European Modernism. Cornell University Press, Ithaca, NY 2011.
- Schreiben nach der Wende. Ein Jahrzehnt deutscher Literatur. (Hg. mit Gerhard Fischer), Tübingen, Stauffenburg, 2001. 2. Auflage 2008.
- Art and Enlightenment: Aesthetic Theory after Adorno. Lincoln, London, University of Nebraska Press 1992. Paperback edition 2005.
- Dialectic of Romanticism. A Critique of Modernism. Zs. m. Peter Murphy, London: Continuum, 2004.
- Canetti’s Counter-Image of Society. Zs. mit Johann P. Arnason, Rochester, N.Y., Camden House, 2004.
- Seizing the Century by the Throat: Elias Canetti and the Crisis of European Civilization Rochester, Zs. mit Johann P. Arnason, N.Y.: Camden House 2004.
- Reconstructing Theory: Gadamer, Habermas, Luhmann, Hg., Melbourne, Melbourne University Press, 1995.
- The European Community in the 1990s: Economics, Politics, Defence. Hg. zs. mit Brian Nelson und Walter Veit, Oxford, Berg, 1992.
- The Idea of Europe: Problems of National and Transnational Identities. Hg. zs. mit Brian Nelson und Walter Veit, Oxford, Berg, 1992.
- The Modern German Historical Novel: Paradigms, Problems, Perspectives, Hg. zs. mit Philip Thomson, Oxford, Berg, 1991.
- Comic Relations: Studies in the Comic, Satire and Parody, Hg. zs. mit Pavel Petr und Philip Thomson, Frankfurt, Lang, 1985.
- Tendenzwenden: Aspekte des Kulturwandels der siebziger Jahre. Frankfurt, Peter Lang, 1984.
- The Indirections of Desire: Hamlet in Goethes Wilhelm Meister. Heidelberg, Carl Winter Verlag, 1980.
- Kopf und Welt: Elias Canettis Roman ‘Die Blendung’. München, Hanser Verlag, 1975.
- Artistic Consciousness and Political Conscience: The Novels of Heinrich Mann 1900–1938. Bern, Lang, 1971.